# Cunnamulla
Cunnamulla est une petite ville localisée au bord de la rivière Warrego dans le sud-ouest du Queensland, en Australie, à 206 km au sud de Charleville, et environ à 750 km à l'ouest de la capitale de l'état,   Brisbane.
Cunnamulla est située à l'intersection entre la Mitchell Highway et la Balonne Highway. Au recensement de 2006, la ville affichait une population de 1 217 habitants.
Cunnamulla est le centre administratif du comté de Paroo, qui comprend également les villes de Wyandra, Yowah et Eulo, et qui couvre une aire de 47 617 km2. Les principales activités économiques de la région sont l'industrie de la laine, l'élevage de porc et la chasse au kangourou.
La communauté indigène de Cunnamulla souffre d'une importante violence domestique.